# Aphelinus flavus
Aphelinus flavus är en stekelart som först beskrevs av Christian Gottfried Daniel Nees von Esenbeck 1834.  Aphelinus flavus ingår i släktet Aphelinus och familjen växtlussteklar. Inga underarter finns listade i Catalogue of Life.